# Rumjatar
Rumjatar – gaun wikas samiti we wschodniej części Nepalu w strefie Sagarmatha w dystrykcie Okhaldhunga. Według nepalskiego spisu powszechnego z 2001 roku liczył on 691 gospodarstw domowych i 2971 mieszkańców (1552 kobiet i 1419 mężczyzn). W miejscowości funkcjonuje port lotniczy Rumjatar.